# Tour d'Andalousie 2025
Le Tour d'Andalousie 2025 (officiellement : Ruta Del Sol Vuelta Ciclista a Andalucía 2025) est la 71e édition de cette course cycliste sur route masculine. Il a lieu du 19 au 23 février 2025 en Andalousie, dans le sud de l'Espagne. Il se déroule sur cinq étapes entre Torrox et La Línea de la Concepción sur un parcours de 824,6 kilomètres et fait partie du calendrier UCI ProSeries 2025 (deuxième niveau mondial) en catégorie 2.Pro.
Cette année coïncide avec le 100e anniversaire de la première édition de la course, qui s’était tenue en 1925 avant une longue interruption jusqu'en 1955. En raison de mouvements sociaux, l'édition précédente avait été réduite à une seule étape de 4,95 km disputée le 16 février 2024 en contre-la-montre.

## Équipes participantes
17 équipes de sept coureurs participent à ce Tour d'Andalousie  dont 6 WorldTeams et 10 ProTeams :
| WorldTeams (6)- UAE Team Emirates XRG - Red Bull-BORA-hansgrohe - Decathlon AG2R La Mondiale Team - Ineos Grenadiers - Movistar Team - Team Jayco AlUla ProTeams (10)- Uno-X Mobility - Team TotalEnergies - Caja Rural-Seguros RGA - Q36.5 Pro Cycling Team - Equipo Kern Pharma - Burgos-Burpellet-BH - Unibet Tietema Rockets - Euskaltel-Euskadi - Team Flanders-Baloise - Wagner Bazin WB Équipe continentale- Petrolike |
| |

## Étapes
| Étape     | Date    | Villes étapes                         | type                      | Distance (km) | Vainqueur d'étape  | Leader du classement général |
| --------- | ------- | ------------------------------------- | ------------------------- | ------------- | ------------------ | ---------------------------- |
| 1re étape | 19 fév. | Torrox – Cueva de Nerja               | étape de moyenne montagne | 162,6         | Maxim Van Gils     | Maxim Van Gils               |
| 2e étape  | 20 fév. | Alcaudete – Torre del Campo           | étape de moyenne montagne | 133,2         | Tom Pidcock        | Pavel Sivakov                |
| 3e étape  | 21 fév. | Arjona – Pozoblanco                   | étape vallonnée           | 162,1         | Alexander Kristoff | Pavel Sivakov                |
| 4e étape  | 22 fév. | Cordoue – Alhaurin de la Torre        | étape vallonnée           | 194,3         | Diego Uriarte      | Pavel Sivakov                |
| 5e étape  | 23 fév. | Benahavís – La Línea de la Concepción | étape de moyenne montagne | 172,4         | Jon Barrenetxea    | Pavel Sivakov                |

## Principaux favoris
En l'absence du quatuor Pogačar-Vingegaard-Evenepoel-Roglič, les principaux favoris à la victoire finale peuvent être le Britannique Thomas Pidcock (Q36.5), les Espagnols Enric Mas (Movistar), Carlos Rodríguez (Ineos Grenadiers) et Marc Soler (UAE Emirates XRG), les Belges Maxim Van Gils (Red Bull-Bora-Hansgrohe) et Tim Wellens (UAE Emirates XRG), le Français Pavel Sivakov (UAE Emirates XRG) et le Norvégien Tobias Johannessen (Uno X Mobility).

## Déroulement de la course

### 1reétape
| \| Classement de l'étape \| Classement de l'étape \| Classement de l'étape \| Classement de l'étape \| Classement de l'étape \| \| Coureur \| Coureur \| Pays \| Équipe \| Temps \| \| --------------------- \| --------------------- \| --------------------- \| -------------------------- \| --------------------- \| \| 1er \| Maxim Van Gils \| Belgique \| Red Bull-Bora-Hansgrohe \| + 4 h 19 min 23 s \| \| 2e \| Tim Wellens \| Belgique \| UAE Team Emirates XRG \| + 0 s \| \| 3e \| Pavel Sivakov \| France \| UAE Team Emirates XRG \| + 7 s \| \| 4e \| Marc Soler \| Espagne \| UAE Team Emirates XRG \| + 30 s \| \| 5e \| Clément Berthet \| France \| Decathlon-AG2R La Mondiale \| + 30 s \| \| 6e \| Andreas Leknessund \| Norvège \| Uno-X Mobility \| + 33 s \| \| 7e \| Steff Cras \| Belgique \| Team TotalEnergies \| + 39 s \| \| 8e \| Tom Pidcock \| Royaume-Uni \| Q36.5 Pro Cycling Team \| + 39 s \| \| 9e \| Igor Arrieta \| Espagne \| UAE Team Emirates XRG \| + 1 min 38 s \| \| 10e \| Thomas Gachignard \| France \| Team TotalEnergies \| + 1 min 40 s \| |                    |             |                            |                   |
| |                    |             |                            |                   |
| |                    |             |                            |                   |
| Classement de l'étape |                    |             |                            |                   |
| Coureur | Coureur            | Pays        | Équipe                     | Temps             |
| 1er | Maxim Van Gils     | Belgique    | Red Bull-Bora-Hansgrohe    | + 4 h 19 min 23 s |
| 2e | Tim Wellens        | Belgique    | UAE Team Emirates XRG      | + 0 s             |
| 3e | Pavel Sivakov      | France      | UAE Team Emirates XRG      | + 7 s             |
| 4e | Marc Soler         | Espagne     | UAE Team Emirates XRG      | + 30 s            |
| 5e | Clément Berthet    | France      | Decathlon-AG2R La Mondiale | + 30 s            |
| 6e | Andreas Leknessund | Norvège     | Uno-X Mobility             | + 33 s            |
| 7e | Steff Cras         | Belgique    | Team TotalEnergies         | + 39 s            |
| 8e | Tom Pidcock        | Royaume-Uni | Q36.5 Pro Cycling Team     | + 39 s            |
| 9e | Igor Arrieta       | Espagne     | UAE Team Emirates XRG      | + 1 min 38 s      |
| 10e | Thomas Gachignard  | France      | Team TotalEnergies         | + 1 min 40 s      |

| \| Classement général \| Classement général \| Classement général \| Classement général \| Classement général \| \| Coureur \| Coureur \| Pays \| Équipe \| Temps \| \| ------------------ \| ------------------ \| ------------------ \| -------------------------- \| ------------------ \| \| 1er \| Maxim Van Gils \| Belgique \| Red Bull-Bora-Hansgrohe \| 4 h 19 min 23 s \| \| 2e \| Tim Wellens \| Belgique \| UAE Team Emirates XRG \| + 0 s \| \| 3e \| Pavel Sivakov \| France \| UAE Team Emirates XRG \| + 7 s \| \| 4e \| Marc Soler \| Espagne \| UAE Team Emirates XRG \| + 30 s \| \| 5e \| Clément Berthet \| France \| Decathlon-AG2R La Mondiale \| + 30 s \| \| 6e \| Andreas Leknessund \| Norvège \| Uno-X Mobility \| + 33 s \| \| 7e \| Steff Cras \| Belgique \| Team TotalEnergies \| + 39 s \| \| 8e \| Tom Pidcock \| Royaume-Uni \| Q36.5 Pro Cycling Team \| + 39 s \| \| 9e \| Igor Arrieta \| Espagne \| UAE Team Emirates XRG \| + 1 min 38 s \| \| 10e \| Thomas Gachignard \| France \| Team TotalEnergies \| + 1 min 40 s \| |                    |             |                            |                 |
| |                    |             |                            |                 |
| |                    |             |                            |                 |
| Classement général |                    |             |                            |                 |
| Coureur | Coureur            | Pays        | Équipe                     | Temps           |
| 1er | Maxim Van Gils     | Belgique    | Red Bull-Bora-Hansgrohe    | 4 h 19 min 23 s |
| 2e | Tim Wellens        | Belgique    | UAE Team Emirates XRG      | + 0 s           |
| 3e | Pavel Sivakov      | France      | UAE Team Emirates XRG      | + 7 s           |
| 4e | Marc Soler         | Espagne     | UAE Team Emirates XRG      | + 30 s          |
| 5e | Clément Berthet    | France      | Decathlon-AG2R La Mondiale | + 30 s          |
| 6e | Andreas Leknessund | Norvège     | Uno-X Mobility             | + 33 s          |
| 7e | Steff Cras         | Belgique    | Team TotalEnergies         | + 39 s          |
| 8e | Tom Pidcock        | Royaume-Uni | Q36.5 Pro Cycling Team     | + 39 s          |
| 9e | Igor Arrieta       | Espagne     | UAE Team Emirates XRG      | + 1 min 38 s    |
| 10e | Thomas Gachignard  | France      | Team TotalEnergies         | + 1 min 40 s    |

### 2eétape
| \| Classement de l'étape \| Classement de l'étape \| Classement de l'étape \| Classement de l'étape \| Classement de l'étape \| \| Coureur \| Coureur \| Pays \| Équipe \| Temps \| \| --------------------- \| --------------------- \| --------------------- \| -------------------------- \| --------------------- \| \| 1er \| Tom Pidcock \| Royaume-Uni \| Q36.5 Pro Cycling Team \| 3 h 22 min 05 s \| \| 2e \| Brandon Rivera \| Colombie \| Ineos Grenadiers \| + 0 s \| \| 3e \| Pavel Sivakov \| France \| UAE Team Emirates XRG \| + 0 s \| \| 4e \| Clément Berthet \| France \| Decathlon-AG2R La Mondiale \| + 0 s \| \| 5e \| Enric Mas \| Espagne \| Movistar Team \| + 0 s \| \| 6e \| Maxim Van Gils \| Belgique \| Red Bull-Bora-Hansgrohe \| + 1 min 10 s \| \| 7e \| Markus Hoelgaard \| Norvège \| Uno-X Mobility \| + 1 min 10 s \| \| 8e \| Tim Wellens \| Belgique \| UAE Team Emirates XRG \| + 1 min 10 s \| \| 9e \| Ruben Guerreiro \| Portugal \| Movistar Team \| + 1 min 10 s \| \| 10e \| José Manuel Díaz \| Espagne \| Burgos-Burpellet-BH \| + 1 min 10 s \| |                  |             |                            |                 |
| |                  |             |                            |                 |
| |                  |             |                            |                 |
| Classement de l'étape |                  |             |                            |                 |
| Coureur | Coureur          | Pays        | Équipe                     | Temps           |
| 1er | Tom Pidcock      | Royaume-Uni | Q36.5 Pro Cycling Team     | 3 h 22 min 05 s |
| 2e | Brandon Rivera   | Colombie    | Ineos Grenadiers           | + 0 s           |
| 3e | Pavel Sivakov    | France      | UAE Team Emirates XRG      | + 0 s           |
| 4e | Clément Berthet  | France      | Decathlon-AG2R La Mondiale | + 0 s           |
| 5e | Enric Mas        | Espagne     | Movistar Team              | + 0 s           |
| 6e | Maxim Van Gils   | Belgique    | Red Bull-Bora-Hansgrohe    | + 1 min 10 s    |
| 7e | Markus Hoelgaard | Norvège     | Uno-X Mobility             | + 1 min 10 s    |
| 8e | Tim Wellens      | Belgique    | UAE Team Emirates XRG      | + 1 min 10 s    |
| 9e | Ruben Guerreiro  | Portugal    | Movistar Team              | + 1 min 10 s    |
| 10e | José Manuel Díaz | Espagne     | Burgos-Burpellet-BH        | + 1 min 10 s    |

| \| Classement général \| Classement général \| Classement général \| Classement général \| Classement général \| \| Coureur \| Coureur \| Pays \| Équipe \| Temps \| \| ------------------ \| ---------------------- \| ------------------ \| -------------------------- \| ------------------ \| \| 1er \| Pavel Sivakov \| France \| UAE Team Emirates XRG \| 7 h 41 min 34 s \| \| 2e \| Clément Berthet \| France \| Decathlon-AG2R La Mondiale \| + 23 s \| \| 3e \| Tom Pidcock \| Royaume-Uni \| Q36.5 Pro Cycling Team \| + 32 s \| \| 4e \| Maxim Van Gils \| Belgique \| Red Bull-Bora-Hansgrohe \| + 1 min 03 s \| \| 5e \| Tim Wellens \| Belgique \| UAE Team Emirates XRG \| + 1 min 03 s \| \| 6e \| Marc Soler \| Espagne \| UAE Team Emirates XRG \| + 1 min 38 s \| \| 7e \| Steff Cras \| Belgique \| Team TotalEnergies \| + 1 min 42 s \| \| 8e \| Johannes Staune-Mittet \| Norvège \| Decathlon-AG2R La Mondiale \| + 2 min 43 s \| \| 9e \| Markus Hoelgaard \| Norvège \| Uno-X Mobility \| + 2 min 46 s \| \| 10e \| Nicolas Prodhomme \| France \| Decathlon-AG2R La Mondiale \| + 3 min 02 s \| |                        |             |                            |                 |
| |                        |             |                            |                 |
| |                        |             |                            |                 |
| Classement général |                        |             |                            |                 |
| Coureur | Coureur                | Pays        | Équipe                     | Temps           |
| 1er | Pavel Sivakov          | France      | UAE Team Emirates XRG      | 7 h 41 min 34 s |
| 2e | Clément Berthet        | France      | Decathlon-AG2R La Mondiale | + 23 s          |
| 3e | Tom Pidcock            | Royaume-Uni | Q36.5 Pro Cycling Team     | + 32 s          |
| 4e | Maxim Van Gils         | Belgique    | Red Bull-Bora-Hansgrohe    | + 1 min 03 s    |
| 5e | Tim Wellens            | Belgique    | UAE Team Emirates XRG      | + 1 min 03 s    |
| 6e | Marc Soler             | Espagne     | UAE Team Emirates XRG      | + 1 min 38 s    |
| 7e | Steff Cras             | Belgique    | Team TotalEnergies         | + 1 min 42 s    |
| 8e | Johannes Staune-Mittet | Norvège     | Decathlon-AG2R La Mondiale | + 2 min 43 s    |
| 9e | Markus Hoelgaard       | Norvège     | Uno-X Mobility             | + 2 min 46 s    |
| 10e | Nicolas Prodhomme      | France      | Decathlon-AG2R La Mondiale | + 3 min 02 s    |

### 3eétape
| \| Classement de l'étape \| Classement de l'étape \| Classement de l'étape \| Classement de l'étape \| Classement de l'étape \| \| Coureur \| Coureur \| Pays \| Équipe \| Temps \| \| --------------------- \| --------------------- \| --------------------- \| -------------------------- \| --------------------- \| \| 1er \| Alexander Kristoff \| Norvège \| Uno-X Mobility \| 3 h 51 min 32 s \| \| 2e \| Ben Turner \| Royaume-Uni \| Ineos Grenadiers \| + 0 s \| \| 3e \| Maxim Van Gils \| Belgique \| Red Bull-Bora-Hansgrohe \| + 0 s \| \| 4e \| Tom Pidcock \| Royaume-Uni \| Q36.5 Pro Cycling Team \| + 0 s \| \| 5e \| Oliver Naesen \| Belgique \| Decathlon-AG2R La Mondiale \| + 0 s \| \| 6e \| César Macías \| Mexique \| Petrolike \| + 0 s \| \| 7e \| Florian Dauphin \| France \| Team TotalEnergies \| + 0 s \| \| 8e \| Anders Foldager \| Danemark \| Team Jayco AlUla \| + 0 s \| \| 9e \| Jon Barrenetxea \| Espagne \| Movistar Team \| + 0 s \| \| 10e \| David Martín Romero \| Espagne \| Burgos-Burpellet-BH \| + 0 s \| |                     |             |                            |                 |
| |                     |             |                            |                 |
| |                     |             |                            |                 |
| Classement de l'étape |                     |             |                            |                 |
| Coureur | Coureur             | Pays        | Équipe                     | Temps           |
| 1er | Alexander Kristoff  | Norvège     | Uno-X Mobility             | 3 h 51 min 32 s |
| 2e | Ben Turner          | Royaume-Uni | Ineos Grenadiers           | + 0 s           |
| 3e | Maxim Van Gils      | Belgique    | Red Bull-Bora-Hansgrohe    | + 0 s           |
| 4e | Tom Pidcock         | Royaume-Uni | Q36.5 Pro Cycling Team     | + 0 s           |
| 5e | Oliver Naesen       | Belgique    | Decathlon-AG2R La Mondiale | + 0 s           |
| 6e | César Macías        | Mexique     | Petrolike                  | + 0 s           |
| 7e | Florian Dauphin     | France      | Team TotalEnergies         | + 0 s           |
| 8e | Anders Foldager     | Danemark    | Team Jayco AlUla           | + 0 s           |
| 9e | Jon Barrenetxea     | Espagne     | Movistar Team              | + 0 s           |
| 10e | David Martín Romero | Espagne     | Burgos-Burpellet-BH        | + 0 s           |

| \| Classement général \| Classement général \| Classement général \| Classement général \| Classement général \| \| Coureur \| Coureur \| Pays \| Équipe \| Temps \| \| ------------------ \| ---------------------- \| ------------------ \| -------------------------- \| ------------------ \| \| 1er \| Pavel Sivakov \| France \| UAE Team Emirates XRG \| 11 h 33 min 06 s \| \| 2e \| Clément Berthet \| France \| Decathlon-AG2R La Mondiale \| + 23 s \| \| 3e \| Tom Pidcock \| Royaume-Uni \| Q36.5 Pro Cycling Team \| + 26 s \| \| 4e \| Maxim Van Gils \| Belgique \| Red Bull-Bora-Hansgrohe \| + 59 s \| \| 5e \| Tim Wellens \| Belgique \| UAE Team Emirates XRG \| + 1 min 03 s \| \| 6e \| Marc Soler \| Espagne \| UAE Team Emirates XRG \| + 1 min 35 s \| \| 7e \| Steff Cras \| Belgique \| Team TotalEnergies \| + 1 min 42 s \| \| 8e \| Markus Hoelgaard \| Norvège \| Uno-X Mobility \| + 2 min 41 s \| \| 9e \| Johannes Staune-Mittet \| Norvège \| Decathlon-AG2R La Mondiale \| + 2 min 43 s \| \| 10e \| Nicolas Prodhomme \| France \| Decathlon-AG2R La Mondiale \| + 3 min 02 s \| |                        |             |                            |                  |
| |                        |             |                            |                  |
| |                        |             |                            |                  |
| Classement général |                        |             |                            |                  |
| Coureur | Coureur                | Pays        | Équipe                     | Temps            |
| 1er | Pavel Sivakov          | France      | UAE Team Emirates XRG      | 11 h 33 min 06 s |
| 2e | Clément Berthet        | France      | Decathlon-AG2R La Mondiale | + 23 s           |
| 3e | Tom Pidcock            | Royaume-Uni | Q36.5 Pro Cycling Team     | + 26 s           |
| 4e | Maxim Van Gils         | Belgique    | Red Bull-Bora-Hansgrohe    | + 59 s           |
| 5e | Tim Wellens            | Belgique    | UAE Team Emirates XRG      | + 1 min 03 s     |
| 6e | Marc Soler             | Espagne     | UAE Team Emirates XRG      | + 1 min 35 s     |
| 7e | Steff Cras             | Belgique    | Team TotalEnergies         | + 1 min 42 s     |
| 8e | Markus Hoelgaard       | Norvège     | Uno-X Mobility             | + 2 min 41 s     |
| 9e | Johannes Staune-Mittet | Norvège     | Decathlon-AG2R La Mondiale | + 2 min 43 s     |
| 10e | Nicolas Prodhomme      | France      | Decathlon-AG2R La Mondiale | + 3 min 02 s     |

### 4eétape
| \| Classement de l'étape \| Classement de l'étape \| Classement de l'étape \| Classement de l'étape \| Classement de l'étape \| \| Coureur \| Coureur \| Pays \| Équipe \| Temps \| \| --------------------- \| --------------------- \| --------------------- \| -------------------------- \| --------------------- \| \| 1er \| Diego Uriarte \| Espagne \| Equipo Kern Pharma \| 4 h 07 min 21 s \| \| 2e \| Alan Jousseaume \| France \| Team TotalEnergies \| + 9 s \| \| 3e \| Connor Swift \| Royaume-Uni \| Ineos Grenadiers \| + 9 s \| \| 4e \| Callum Scotson \| Australie \| Decathlon-AG2R La Mondiale \| + 9 s \| \| 5e \| Sebastian Berwick \| Australie \| Caja Rural-Seguros RGA \| + 9 s \| \| 6e \| Danny van der Tuuk \| Pologne \| Euskaltel-Euskadi \| + 16 s \| \| 7e \| Hagos Welay Berhe \| Éthiopie \| Team Jayco AlUla \| + 21 s \| \| 8e \| Tobias Johannessen \| Norvège \| Uno-X Mobility \| + 21 s \| \| 9e \| Emīls Liepiņš \| Lettonie \| Q36.5 Pro Cycling Team \| + 21 s \| \| 10e \| Jorge Arcas \| Espagne \| Movistar Team \| + 26 s \| |                    |             |                            |                 |
| |                    |             |                            |                 |
| |                    |             |                            |                 |
| Classement de l'étape |                    |             |                            |                 |
| Coureur | Coureur            | Pays        | Équipe                     | Temps           |
| 1er | Diego Uriarte      | Espagne     | Equipo Kern Pharma         | 4 h 07 min 21 s |
| 2e | Alan Jousseaume    | France      | Team TotalEnergies         | + 9 s           |
| 3e | Connor Swift       | Royaume-Uni | Ineos Grenadiers           | + 9 s           |
| 4e | Callum Scotson     | Australie   | Decathlon-AG2R La Mondiale | + 9 s           |
| 5e | Sebastian Berwick  | Australie   | Caja Rural-Seguros RGA     | + 9 s           |
| 6e | Danny van der Tuuk | Pologne     | Euskaltel-Euskadi          | + 16 s          |
| 7e | Hagos Welay Berhe  | Éthiopie    | Team Jayco AlUla           | + 21 s          |
| 8e | Tobias Johannessen | Norvège     | Uno-X Mobility             | + 21 s          |
| 9e | Emīls Liepiņš      | Lettonie    | Q36.5 Pro Cycling Team     | + 21 s          |
| 10e | Jorge Arcas        | Espagne     | Movistar Team              | + 26 s          |

| \| Classement général \| Classement général \| Classement général \| Classement général \| Classement général \| \| Coureur \| Coureur \| Pays \| Équipe \| Temps \| \| ------------------ \| ---------------------- \| ------------------ \| -------------------------- \| ------------------ \| \| 1er \| Pavel Sivakov \| France \| UAE Team Emirates XRG \| 15 h 44 min 59 s \| \| 2e \| Clément Berthet \| France \| Decathlon-AG2R La Mondiale \| + 23 s \| \| 3e \| Tom Pidcock \| Royaume-Uni \| Q36.5 Pro Cycling Team \| + 26 s \| \| 4e \| Maxim Van Gils \| Belgique \| Red Bull-Bora-Hansgrohe \| + 59 s \| \| 5e \| Tim Wellens \| Belgique \| UAE Team Emirates XRG \| + 1 min 03 s \| \| 6e \| Marc Soler \| Espagne \| UAE Team Emirates XRG \| + 1 min 35 s \| \| 7e \| Steff Cras \| Belgique \| Team TotalEnergies \| + 1 min 42 s \| \| 8e \| Markus Hoelgaard \| Norvège \| Uno-X Mobility \| + 3 min 21 s \| \| 9e \| Johannes Staune-Mittet \| Norvège \| Decathlon-AG2R La Mondiale \| + 3 min 23 s \| \| 10e \| Nicolas Prodhomme \| France \| Decathlon-AG2R La Mondiale \| + 3 min 02 s \| |                        |             |                            |                  |
| |                        |             |                            |                  |
| |                        |             |                            |                  |
| Classement général |                        |             |                            |                  |
| Coureur | Coureur                | Pays        | Équipe                     | Temps            |
| 1er | Pavel Sivakov          | France      | UAE Team Emirates XRG      | 15 h 44 min 59 s |
| 2e | Clément Berthet        | France      | Decathlon-AG2R La Mondiale | + 23 s           |
| 3e | Tom Pidcock            | Royaume-Uni | Q36.5 Pro Cycling Team     | + 26 s           |
| 4e | Maxim Van Gils         | Belgique    | Red Bull-Bora-Hansgrohe    | + 59 s           |
| 5e | Tim Wellens            | Belgique    | UAE Team Emirates XRG      | + 1 min 03 s     |
| 6e | Marc Soler             | Espagne     | UAE Team Emirates XRG      | + 1 min 35 s     |
| 7e | Steff Cras             | Belgique    | Team TotalEnergies         | + 1 min 42 s     |
| 8e | Markus Hoelgaard       | Norvège     | Uno-X Mobility             | + 3 min 21 s     |
| 9e | Johannes Staune-Mittet | Norvège     | Decathlon-AG2R La Mondiale | + 3 min 23 s     |
| 10e | Nicolas Prodhomme      | France      | Decathlon-AG2R La Mondiale | + 3 min 02 s     |

### 5eétape
| \| Classement de l'étape \| Classement de l'étape \| Classement de l'étape \| Classement de l'étape \| Classement de l'étape \| \| Coureur \| Coureur \| Pays \| Équipe \| Temps \| \| --------------------- \| ---------------------- \| --------------------- \| -------------------------- \| --------------------- \| \| 1er \| Jon Barrenetxea \| Espagne \| Movistar Team \| 3 h 55 min 33 s \| \| 2e \| Tobias Johannessen \| Norvège \| Uno-X Mobility \| + 0 s \| \| 3e \| Johannes Staune-Mittet \| Norvège \| Decathlon-AG2R La Mondiale \| + 2 s \| \| 4e \| Giovanni Carboni \| Italie \| Unibet Tietema Rockets \| + 12 s \| \| 5e \| Thomas Gachignard \| France \| Team TotalEnergies \| + 18 s \| \| 6e \| Maxim Van Gils \| Belgique \| Red Bull-Bora-Hansgrohe \| + 31 s \| \| 7e \| Ben Turner \| Royaume-Uni \| Ineos Grenadiers \| + 31 s \| \| 8e \| Anders Foldager \| Danemark \| Team Jayco AlUla \| + 31 s \| \| 9e \| Oliver Naesen \| Belgique \| Decathlon-AG2R La Mondiale \| + 31 s \| \| 10e \| Tom Pidcock \| Royaume-Uni \| Q36.5 Pro Cycling Team \| + 31 s \| |                        |             |                            |                 |
| |                        |             |                            |                 |
| |                        |             |                            |                 |
| Classement de l'étape |                        |             |                            |                 |
| Coureur | Coureur                | Pays        | Équipe                     | Temps           |
| 1er | Jon Barrenetxea        | Espagne     | Movistar Team              | 3 h 55 min 33 s |
| 2e | Tobias Johannessen     | Norvège     | Uno-X Mobility             | + 0 s           |
| 3e | Johannes Staune-Mittet | Norvège     | Decathlon-AG2R La Mondiale | + 2 s           |
| 4e | Giovanni Carboni       | Italie      | Unibet Tietema Rockets     | + 12 s          |
| 5e | Thomas Gachignard      | France      | Team TotalEnergies         | + 18 s          |
| 6e | Maxim Van Gils         | Belgique    | Red Bull-Bora-Hansgrohe    | + 31 s          |
| 7e | Ben Turner             | Royaume-Uni | Ineos Grenadiers           | + 31 s          |
| 8e | Anders Foldager        | Danemark    | Team Jayco AlUla           | + 31 s          |
| 9e | Oliver Naesen          | Belgique    | Decathlon-AG2R La Mondiale | + 31 s          |
| 10e | Tom Pidcock            | Royaume-Uni | Q36.5 Pro Cycling Team     | + 31 s          |

## Classements finals

### Classement général final
| \| Classement général \| Classement général \| Classement général \| Classement général \| Classement général \| \| Coureur \| Coureur \| Pays \| Équipe \| Temps \| \| ------------------ \| ---------------------- \| ------------------ \| -------------------------- \| ------------------ \| \| 1er \| Pavel Sivakov \| France \| UAE Team Emirates XRG \| 19 h 41 min 03 s \| \| 2e \| Clément Berthet \| France \| Decathlon-AG2R La Mondiale \| + 23 s \| \| 3e \| Tom Pidcock \| Royaume-Uni \| Q36.5 Pro Cycling Team \| + 26 s \| \| 4e \| Maxim Van Gils \| Belgique \| Red Bull-Bora-Hansgrohe \| + 59 s \| \| 5e \| Tim Wellens \| Belgique \| UAE Team Emirates XRG \| + 1 min 03 s \| \| 6e \| Steff Cras \| Belgique \| Team TotalEnergies \| + 1 min 42 s \| \| 7e \| Marc Soler \| Espagne \| UAE Team Emirates XRG \| + 1 min 43 s \| \| 8e \| Johannes Staune-Mittet \| Norvège \| Decathlon-AG2R La Mondiale \| + 2 min 14 s \| \| 9e \| Markus Hoelgaard \| Norvège \| Uno-X Mobility \| + 2 min 41 s \| \| 10e \| Nicolas Prodhomme \| France \| Decathlon-AG2R La Mondiale \| + 3 min 02 s \| |                        |             |                            |                  |
| |                        |             |                            |                  |
| |                        |             |                            |                  |
| Classement général |                        |             |                            |                  |
| Coureur | Coureur                | Pays        | Équipe                     | Temps            |
| 1er | Pavel Sivakov          | France      | UAE Team Emirates XRG      | 19 h 41 min 03 s |
| 2e | Clément Berthet        | France      | Decathlon-AG2R La Mondiale | + 23 s           |
| 3e | Tom Pidcock            | Royaume-Uni | Q36.5 Pro Cycling Team     | + 26 s           |
| 4e | Maxim Van Gils         | Belgique    | Red Bull-Bora-Hansgrohe    | + 59 s           |
| 5e | Tim Wellens            | Belgique    | UAE Team Emirates XRG      | + 1 min 03 s     |
| 6e | Steff Cras             | Belgique    | Team TotalEnergies         | + 1 min 42 s     |
| 7e | Marc Soler             | Espagne     | UAE Team Emirates XRG      | + 1 min 43 s     |
| 8e | Johannes Staune-Mittet | Norvège     | Decathlon-AG2R La Mondiale | + 2 min 14 s     |
| 9e | Markus Hoelgaard       | Norvège     | Uno-X Mobility             | + 2 min 41 s     |
| 10e | Nicolas Prodhomme      | France      | Decathlon-AG2R La Mondiale | + 3 min 02 s     |

### Classements annexes
| Classement par points | Classement par points  | Classement par points | Classement par points      | Classement par points |
| Coureur               | Coureur                | Pays                  | Équipe                     | Points                |
| --------------------- | ---------------------- | --------------------- | -------------------------- | --------------------- |
| 1er                   | Maxim Van Gils         | Belgique              | Red Bull-Bora-Hansgrohe    | 62 pts                |
| 2e                    | Tom Pidcock            | Royaume-Uni           | Q36.5 Pro Cycling Team     | 53 pts                |
| 3e                    | Jon Barrenetxea        | Espagne               | Movistar Team              | 32 pts                |
| 4e                    | Pavel Sivakov          | France                | UAE Team Emirates XRG      | 32 pts                |
| 5e                    | Tim Wellens            | Belgique              | UAE Team Emirates XRG      | 31 pts                |
| 6e                    | Ben Turner             | Royaume-Uni           | Ineos Grenadiers           | 29 pts                |
| 7e                    | Clément Berthet        | France                | Decathlon-AG2R La Mondiale | 26 pts                |
| 8e                    | Diego Uriarte          | Espagne               | Equipo Kern Pharma         | 25 pts                |
| 9e                    | Johannes Staune-Mittet | Norvège               | Decathlon-AG2R La Mondiale | 25 pts                |
| 10e                   | Tobias Johannessen     | Norvège               | Uno-X Mobility             | 21 pts                |

| Classement par points | Classement par points  | Classement par points | Classement par points      | Classement par points |
| Coureur               | Coureur                | Pays                  | Équipe                     | Points                |
| --------------------- | ---------------------- | --------------------- | -------------------------- | --------------------- |
| 1er                   | Maxim Van Gils         | Belgique              | Red Bull-Bora-Hansgrohe    | 62 pts                |
| 2e                    | Tom Pidcock            | Royaume-Uni           | Q36.5 Pro Cycling Team     | 53 pts                |
| 3e                    | Jon Barrenetxea        | Espagne               | Movistar Team              | 32 pts                |
| 4e                    | Pavel Sivakov          | France                | UAE Team Emirates XRG      | 32 pts                |
| 5e                    | Tim Wellens            | Belgique              | UAE Team Emirates XRG      | 31 pts                |
| 6e                    | Ben Turner             | Royaume-Uni           | Ineos Grenadiers           | 29 pts                |
| 7e                    | Clément Berthet        | France                | Decathlon-AG2R La Mondiale | 26 pts                |
| 8e                    | Diego Uriarte          | Espagne               | Equipo Kern Pharma         | 25 pts                |
| 9e                    | Johannes Staune-Mittet | Norvège               | Decathlon-AG2R La Mondiale | 25 pts                |
| 10e                   | Tobias Johannessen     | Norvège               | Uno-X Mobility             | 21 pts                |

| Classement de la montagne | Classement de la montagne | Classement de la montagne | Classement de la montagne | Classement de la montagne |
| Coureur                   | Coureur                   | Pays                      | Équipe                    | Points                    |
| ------------------------- | ------------------------- | ------------------------- | ------------------------- | ------------------------- |
| 1er                       | Thomas Silva              | Uruguay                   | Caja Rural-Seguros RGA    | 22 pts                    |
| 2e                        | Alan Jousseaume           | France                    | Team TotalEnergies        | 10 pts                    |
| 3e                        | Thomas Gachignard         | France                    | Team TotalEnergies        | 8 pts                     |
| 4e                        | Pavel Sivakov             | France                    | UAE Team Emirates XRG     | 7 pts                     |
| 5e                        | Andreas Leknessund        | Norvège                   | Uno-X Mobility            | 7 pts                     |
| 6e                        | Marc Soler                | Espagne                   | UAE Team Emirates XRG     | 6 pts                     |
| 7e                        | Gianluca Brambilla        | Italie                    | Q36.5 Pro Cycling Team    | 6 pts                     |
| 8e                        | Paul Double               | Royaume-Uni               | Team Jayco AlUla          | 6 pts                     |
| 9e                        | Ander Okamika             | Espagne                   | Burgos-Burpellet-BH       | 6 pts                     |
| 10e                       | Enric Mas                 | Espagne                   | Movistar Team             | 5 pts                     |

| Classement de la montagne | Classement de la montagne | Classement de la montagne | Classement de la montagne | Classement de la montagne |
| Coureur                   | Coureur                   | Pays                      | Équipe                    | Points                    |
| ------------------------- | ------------------------- | ------------------------- | ------------------------- | ------------------------- |
| 1er                       | Thomas Silva              | Uruguay                   | Caja Rural-Seguros RGA    | 22 pts                    |
| 2e                        | Alan Jousseaume           | France                    | Team TotalEnergies        | 10 pts                    |
| 3e                        | Thomas Gachignard         | France                    | Team TotalEnergies        | 8 pts                     |
| 4e                        | Pavel Sivakov             | France                    | UAE Team Emirates XRG     | 7 pts                     |
| 5e                        | Andreas Leknessund        | Norvège                   | Uno-X Mobility            | 7 pts                     |
| 6e                        | Marc Soler                | Espagne                   | UAE Team Emirates XRG     | 6 pts                     |
| 7e                        | Gianluca Brambilla        | Italie                    | Q36.5 Pro Cycling Team    | 6 pts                     |
| 8e                        | Paul Double               | Royaume-Uni               | Team Jayco AlUla          | 6 pts                     |
| 9e                        | Ander Okamika             | Espagne                   | Burgos-Burpellet-BH       | 6 pts                     |
| 10e                       | Enric Mas                 | Espagne                   | Movistar Team             | 5 pts                     |

#### Classement par équipes
| Classement par équipes | Classement par équipes     | Classement par équipes | Classement par équipes |
| Équipe                 | Équipe                     | Pays                   | Temps                  |
| ---------------------- | -------------------------- | ---------------------- | ---------------------- |
| 1re                    | Decathlon-AG2R La Mondiale | France                 | 59 h 04 min 22 s       |
| 2e                     | UAE Team Emirates XRG      | Émirats arabes unis    | + 1 min 36 s           |
| 3e                     | Uno-X Mobility             | Norvège                | + 12 min 59 s          |
| 4e                     | Movistar Team              | Espagne                | + 21 min 58 s          |
| 5e                     | Ineos Grenadiers           | Royaume-Uni            | + 30 min 03 s          |
| 6e                     | Team TotalEnergies         | France                 | + 30 min 47 s          |
| 7e                     | Q36.5 Pro Cycling Team     | Suisse                 | + 36 min 50 s          |
| 8e                     | Red Bull-BORA-hansgrohe    | Allemagne              | + 39 min 14 s          |
| 9e                     | Burgos-Burpellet-BH        | Espagne                | + 41 min 06 s          |
| 10e                    | Equipo Kern Pharma         | Espagne                | + 46 min 26 s          |

### Classement UCI
La course attribue des points au Classement mondial UCI 2025 selon le barème suivant :
| Position           | 1er | 2e  | 3e  | 4e  | 5e | 6e | 7e | 8e | 9e | 10e | 11e | 12e | 13e | 14e | 15e | 16e à 30e | 31e à 40e |
| Classement général | 200 | 150 | 125 | 100 | 85 | 70 | 60 | 50 | 40 | 35  | 30  | 25  | 20  | 15  | 10  | 5         | 3         |
| Par étape          | 20  | 10  | 5   |     |    |    |    |    |    |     |     |     |     |     |     |           |           |
| Leader, par étape  | 5   |     |     |     |    |    |    |    |    |     |     |     |     |     |     |           |           |

## Évolution des classements
| Étape            | Vainqueur          | Classement général | Classement par points | Classement de la montagne | Classement des metas volantes | Classement du meilleur Andalou | Classement du meilleur Espagnol |
| ---------------- | ------------------ | ------------------ | --------------------- | ------------------------- | ----------------------------- | ------------------------------ | ------------------------------- |
| 1                | Maxim Van Gils     | Maxim Van Gils     | Maxim Van Gils        | Thomas Silva              | Andreas Leknessund            | José Manuel Díaz               | Marc Soler                      |
| 2                | Tom Pidcock        | Pavel Sivakov      | Maxim Van Gils        | Thomas Silva              | Andreas Leknessund            | José Manuel Díaz               | Marc Soler                      |
| 3                | Alexander Kristoff | Pavel Sivakov      | Maxim Van Gils        | Thomas Silva              | Andreas Leknessund            | José Manuel Díaz               | Marc Soler                      |
| 4                | Diego Uriarte      | Pavel Sivakov      | Maxim Van Gils        | Thomas Silva              | Andreas Leknessund            | José Manuel Díaz               | Marc Soler                      |
| 5                | Jon Barrenetxea    | Pavel Sivakov      | Maxim Van Gils        | Thomas Silva              | Andreas Leknessund            | José Manuel Díaz               | Marc Soler                      |
| Classement final | Classement final   | Pavel Sivakov      | Maxim Van Gils        | Thomas Silva              | Andreas Leknessund            | José Manuel Díaz               | Marc Soler                      |

## Liste des participants
| UAE Team Emirates XRG UAD             | UAE Team Emirates XRG UAD  | UAE Team Emirates XRG UAD |
| ------------------------------------- | -------------------------- | ------------------------- |
| Num                                   | Coureur                    | Pos                       |
| 1                                     | Igor Arrieta (ESP)         | 19e                       |
| 2                                     | Julius Johansen (DEN)      | 72e                       |
| 3                                     | Vegard Stake Laengen (NOR) | NP-2                      |
| 4                                     | Pavel Sivakov (FRA)        | 1er                       |
| 5                                     | Marc Soler (ESP)           | 7e                        |
| 6                                     | Pablo Torres Arias (ESP)   | AB-5                      |
| 7                                     | Tim Wellens (BEL)          | 5e                        |
| Directeur sportif : Simone Pedrazzini |                            |                           |

| Decathlon-AG2R La Mondiale DAT                       | Decathlon-AG2R La Mondiale DAT | Decathlon-AG2R La Mondiale DAT |
| ---------------------------------------------------- | ------------------------------ | ------------------------------ |
| Num                                                  | Coureur                        | Pos                            |
| 11                                                   | Clément Berthet (FRA)          | 2e                             |
| 12                                                   | Stan Dewulf (BEL)              | 54e                            |
| 13                                                   | Jordan Labrosse (FRA)          | 26e                            |
| 14                                                   | Oliver Naesen (BEL)            | 46e                            |
| 15                                                   | Nicolas Prodhomme (FRA)        | 10e                            |
| 16                                                   | Callum Scotson (AUS)           | 17e                            |
| 17                                                   | Johannes Staune-Mittet (NOR)   | 8e                             |
| Directeur sportif : José Luis Arrieta, Julien Jurdie |                                |                                |

| Movistar Team MOV                              | Movistar Team MOV       | Movistar Team MOV |
| ---------------------------------------------- | ----------------------- | ----------------- |
| Num                                            | Coureur                 | Pos               |
| 21                                             | Enric Mas (ESP)         | 18e               |
| 22                                             | Nairo Quintana (COL)    | NP-2              |
| 23                                             | Gregor Mühlberger (AUT) | NP-4              |
| 24                                             | Gonzalo Serrano (ESP)   | NP-2              |
| 25                                             | Ruben Guerreiro (POR)   | NP-3              |
| 26                                             | Jorge Arcas (ESP)       | 39e               |
| 27                                             | Jon Barrenetxea (ESP)   | 47e               |
| Directeur sportif : José Vicente García Acosta |                         |                   |

| Team Jayco AlUla JAY             | Team Jayco AlUla JAY          | Team Jayco AlUla JAY |
| -------------------------------- | ----------------------------- | -------------------- |
| Num                              | Coureur                       | Pos                  |
| 31                               | Hagos Welay Berhe (ETH)       | 31e                  |
| 32                               | Paul Double (GBR)             | 25e                  |
| 33                               | Anders Foldager (DEN)         | 40e                  |
| 35                               | Alan Hatherly (RSA)           | NP-4                 |
| 36                               | Christopher Juul Jensen (DEN) | 38e                  |
| 37                               | Jasha Sütterlin (GER)         | 55e                  |
| Directeur sportif : Rafael Valls |                               |                      |

| UAE Team Emirates XRG UAD             | UAE Team Emirates XRG UAD  | UAE Team Emirates XRG UAD |
| ------------------------------------- | -------------------------- | ------------------------- |
| Num                                   | Coureur                    | Pos                       |
| 1                                     | Igor Arrieta (ESP)         | 19e                       |
| 2                                     | Julius Johansen (DEN)      | 72e                       |
| 3                                     | Vegard Stake Laengen (NOR) | NP-2                      |
| 4                                     | Pavel Sivakov (FRA)        | 1er                       |
| 5                                     | Marc Soler (ESP)           | 7e                        |
| 6                                     | Pablo Torres Arias (ESP)   | AB-5                      |
| 7                                     | Tim Wellens (BEL)          | 5e                        |
| Directeur sportif : Simone Pedrazzini |                            |                           |

| Decathlon-AG2R La Mondiale DAT                       | Decathlon-AG2R La Mondiale DAT | Decathlon-AG2R La Mondiale DAT |
| ---------------------------------------------------- | ------------------------------ | ------------------------------ |
| Num                                                  | Coureur                        | Pos                            |
| 11                                                   | Clément Berthet (FRA)          | 2e                             |
| 12                                                   | Stan Dewulf (BEL)              | 54e                            |
| 13                                                   | Jordan Labrosse (FRA)          | 26e                            |
| 14                                                   | Oliver Naesen (BEL)            | 46e                            |
| 15                                                   | Nicolas Prodhomme (FRA)        | 10e                            |
| 16                                                   | Callum Scotson (AUS)           | 17e                            |
| 17                                                   | Johannes Staune-Mittet (NOR)   | 8e                             |
| Directeur sportif : José Luis Arrieta, Julien Jurdie |                                |                                |

| Movistar Team MOV                              | Movistar Team MOV       | Movistar Team MOV |
| ---------------------------------------------- | ----------------------- | ----------------- |
| Num                                            | Coureur                 | Pos               |
| 21                                             | Enric Mas (ESP)         | 18e               |
| 22                                             | Nairo Quintana (COL)    | NP-2              |
| 23                                             | Gregor Mühlberger (AUT) | NP-4              |
| 24                                             | Gonzalo Serrano (ESP)   | NP-2              |
| 25                                             | Ruben Guerreiro (POR)   | NP-3              |
| 26                                             | Jorge Arcas (ESP)       | 39e               |
| 27                                             | Jon Barrenetxea (ESP)   | 47e               |
| Directeur sportif : José Vicente García Acosta |                         |                   |

| Team Jayco AlUla JAY             | Team Jayco AlUla JAY          | Team Jayco AlUla JAY |
| -------------------------------- | ----------------------------- | -------------------- |
| Num                              | Coureur                       | Pos                  |
| 31                               | Hagos Welay Berhe (ETH)       | 31e                  |
| 32                               | Paul Double (GBR)             | 25e                  |
| 33                               | Anders Foldager (DEN)         | 40e                  |
| 35                               | Alan Hatherly (RSA)           | NP-4                 |
| 36                               | Christopher Juul Jensen (DEN) | 38e                  |
| 37                               | Jasha Sütterlin (GER)         | 55e                  |
| Directeur sportif : Rafael Valls |                               |                      |